# Dendrocolaptes sanctithomae
Dendrocolaptes sanctithomae és una espècie d'ocell de la família dels furnàrids (Furnariidae) que habita zones boscoses del vessant del Carib, al sud de Mèxic, Amèrica Central, oest i nord de Colòmbia, oest de Veneçuela i nord-oest de l'Equador.

## Taxonomia
Segons la Classificació del Congrés Ornitològic Internacional (versió 10.2, 2020) es reconeixen 4 subespècies:
- D. s. sheffleri Binford, 1965, del sud-oest de Mèxic.
- D. s. sanctithomae (Lafresnaye, 1852), des del sud de Mèxic fins al nord de Colòmbia
- D. s. hesperius Bangs, 1907, de Costa Rica i oest de Panamà
- D. s. punctipectus Phelps et Gilliard, 1940, del nord de Colòmbia i nord-oest de Veneçuela

Segons el Handbook of the Birds of the World and BirdLife International Digital Checklist of the Birds of the World (versió 5, 2020), la darrera subespècies seria una espècie de ple dret, quedant per tant dues espècies de la següent manera:
- Dendrocolaptes sanctithomae (sensu stricto) - grimpa-soques barrat occidental[3]
- Dendrocolaptes punctipectus - grimpa-soques barrat oriental'[4]